# 比讷维尔
比讷维尔（法語：Buneville，法語發音：[bynvil]）是法国上法蘭西大區加来海峡省的一个市镇，属于阿拉斯区。

## 地理
比讷维尔（50°19'28"N, 2°21'30"E）面积3.84 平方千米，位于法国上法蘭西大區加来海峡省，该省份为法国北部沿海省份，西北濒北海，南至索姆省，东临北部省。
与比讷维尔接壤的市镇（或旧市镇、城区）包括：迈尼勒、蒙绍莱弗雷旺、讷维尔欧科尔内、锡比维尔、欧特克洛克。

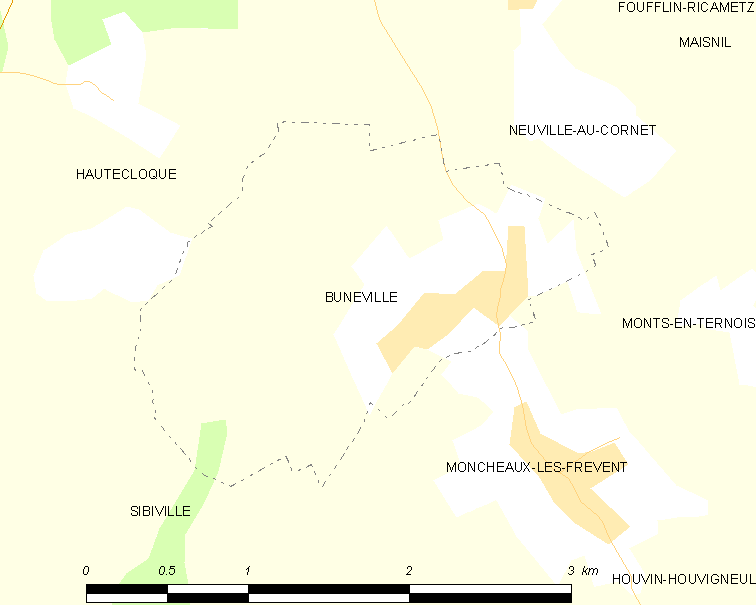
比讷维尔的OSM定位图

比讷维尔的时区为UTC+01:00、UTC+02:00（夏令时）。

## 行政
比讷维尔的邮政编码为62130，INSEE市镇编码为62187。

## 政治
比讷维尔所属的省级选区为泰努瓦斯河畔圣波勒县。

## 人口

1962-2008年间比讷维尔人口变化图示

比讷维尔于2022年1月1日时的人口数量为177人。